# Spirapril
Spirapril, được bán với tên biệt dược Renormax cùng những tên gọi khác, là một thuốc ức chế men chuyển angiotensin dùng để điều trị tăng huyết áp. Nó thuộc vào nhóm dicarboxy của thuốc ức chế men chuyển.
Nó được cấp bằng sáng chế vào năm 1980 và được chấp thuận cho sử dụng y tế vào năm 1995.

## Hóa học
Giống như nhiều chất ức chế men chuyển, tiền chất này được chuyển đổi thành spiraprilat chuyển hóa hoạt động sau khi uống. Không giống như các thành viên khác trong nhóm, nó được loại bỏ cả bằng đường thận và gan, có thể cho phép sử dụng nhiều hơn ở những bệnh nhân bị suy thận. Tuy nhiên, dữ liệu về tác dụng của nó đối với chức năng thận là xung đột.